# Монастырь Святого Архангела Михаила (Тиват)
Монастырь Святого Архангела Михаила (Тиват) (серб. Манастир Светог Архангела Михаила), - христианский мужской католический, а затем православный монастырь, существовавший примерно с конца IV - V до XV в.в. нашей эры на острове Михольска Превлака в юго-восточной части Тиватского залива Боки Которской. В настоящее время монастырь считается разрушенным, функционирует небольшая церковь Святой Троицы, построенная в 1832-33 г. г., на острове также постоянно проживают несколько монахов. Существуют планы воссоздания монастыря. 

## История
По преданию, на острове Михольска Превлака проповедовал Апостол Павел, а также его ученик - апостол Тит. Хранимая в монастыре легенда гласит, что они могли быть основателями первого храма на Превлаке. Апостол вел свою просветительскую деятельность в районе современного Кистанье[англ.] (античный Бурнум[англ.]), в монастыре Крка, в окрестностях Омиша, около Требине, и что он путешествовал по побережью нынешней Черногории. Прибрежный путь шёл от Лаусиона (Дубровник), мимо Эпидавра (Цавтат), через перевал Суторина, Нивице, мыс и бухту Рыбарица, затем через море на полуостров Луштица, далее — через Кртоли, откуда дорога по хребту холмов вела в долину Грбаль, и затем через Будву к Скадру. Другой путь был сухопутным и обходил Боку Которскую по горным хребтам.
Примерно в V-VI в.в., при храме возник монастырь Святого архангела Михаила. По мнению ряда исследователей, первый монастырь следует отнести к ранневизантийским культовым постройкам, а более позднюю версию монастыря (предположительно IX век) - к отдельному бенедиктинскому аббатству. Об этом свидетельствуют надгробная надпись на латыни, найденная во время археологических раскопок. Вероятнее всего, основными обитателями и клиром были представители монашеского Ордена бенедектинцев из Святилища Михаила Архангела в Монте-Гаргано.

### Первый монастырь
С Превлакой связано имя Илариона. Уже в IV веке, после Миланского эдикта 313 года, которым император Константин принял православие, в эти края пришли монахи с Востока, среди них — великий представитель святого антониевского монашества, Святой Иларион Палестинский. Первый игумен монастыря Святого Архангела Михаила также назывался Иларион. И вот, спустя более пяти с половиной веков после разрушения монастыря Превлаки, два года назад, на волне трагедии Сербской Краины сюда прибыл игумен монастыря Драговића Иларион Ђурица!)
На Превлаке святого Михаила и Святого Гаврила были построены первые церкви на восточном побережье Адриатики. Святой Гаврило упоминается с эпохи императора Ираклия в VII веке. Он получил имя по церкви Святого Архангела, возведённой во времена императора Юстиниана, после того, как тот изгнал Восточных готов из Боки в 555 году. В то же время строилась и первая церковь Святого Архангела Михаила на Превлаке. На острове Святого Гаврило находилась и первая больница — лазарет — во всём Сербстве. Превлака была святилищем ещё в античности. До Святого Саввы здесь жили бенедиктинцы, последователи святого Бенедикта Нурсийского, который перенёс дух восточного монашеского подвижничества — основанного отцом монашества святым Антонием Великим в конце III — начале IV века — на Запад, где он до сих пор ощущается в этом католическом ордене. Из окрестностей Превлаки происходят святой князь Лазарь Грблянович, а также Никша — родоначальник Никшича, чья родословная достигает целой плеяды сербских великанов: Караджордж, Хайдук Велько, Вук Караджич… из этого края были правители Черногории — Црнойевичи, а Васко Костић утверждает, что даже Петровичи — Негоши ведут своё происхождение из окрестностей Превлаки!
Русский исследователь и поэт Аполлон Майков писал, что ядром сербства была Зета. Француз Пьер Марше писал: «Именно в Черногории сербы, уже отделённые от хорватов, создали своё государство (около 900 г.), откуда впоследствии распространились по Балканам и Боснии. Эта маленькая страна была ядром великой сербской империи...» А сердцем этого ядра была Превлака святого Михаила.
На Превлаке побывали илирские правители Аргон и Теута, римский император Диоклетиан, византийский Юстиниан, сербский царь Душан… Со Превлаки Святой Сава отправился в Святую Землю.

### Бенедектинский монастырь
С той же целью в некоторых наших краях в средние века воздвигались стећки (средневековые надгробные памятники).
Следовательно, бенедиктинский монастырь Sancti Michaelis de Tombe мог быть расположен в месте, где находилось множество надгробных памятников, поскольку упомянутые вульгарные формы de Tombe и in Tombe заменяют классический аблатив во множественном числе — de Tombis и in Tombis. Средневековая латынь в Далмации, как известно, демонстрирует множество отклонений от классической системы склонения. Падежное чувство в ней утрачено, формы смешиваются, и, например, даже именительный падеж часто используется вместо аблативного. Так, в картулярии уже упомянутого монастыря Святого Петра в Село встречается похожий пример на наш de Tombe — выражение de Saline вместо de Salinis, что по-хорватски можно перевести как «на Соли́нах».
Аналогично этому, Антун Дабинович переводит название Sancti Michaelis de Tombe как «святой Миховил на Тумбах».
Все историки, которые занимались вопросом о том монастыре Святого Михаила, который находился вне городских стен, но всё ещё в пределах Которской епархии, размещают его на небольшом полуострове в юго-восточной части Тиватского залива. Этот полуостров позднее, но ещё в средние века, стал известен под названием Превлака, и так называется до сих пор. Своё имя он получил потому, что соединён с остальной частью суши узким, низким и коротким перешейком — «превлакой».
Развалины бенедиктинского монастыря и церкви Святого Михаила находятся на северо-западной стороне Превлаки. От церкви сохранились высокие стены, по которым можно определить её форму и размеры. Длиной 26 м и шириной 14,5 м, она была разделена на три нефа, заканчивавшихся апсидами. Согласно мнению Стипчевича, она была построена в IX–X веках в романском стиле с сильным византийско-лангобардским влиянием.
Именно на этом полуостровке, длиной около 300 и шириной 200 метров, было найдено несколько латинских эпитафий, одна из которых содержит надпись: AD HONO[...]RI ABBATIS. Из слова abbatis, обозначающего настоятеля бенедиктинского аббатства, можно заключить, что эта надгробная плита была установлена уже после прихода бенедиктинцев.
Остальные же надгробные памятники или tumbae с латинскими надписями, без сомнения, относятся к римской эпохе, о чём свидетельствуют языческая инвокация Diis manibus («богам подземного мира») и классическая стилизация текста. Младен Црного́рчевич зафиксировал, что в 60-х или 70-х годах прошлого века с этого места исчезли старинные массивные плиты с греческими, латинскими и сербскими надписями, которые, по его словам, увезло какое-то английское или русское судно.
Так как слово tumba может также означать деревенский дворец, загородную виллу, усадьбу или резиденцию, построенную на сельском имении, Стипчевич высказывал предположение, что Превлака в своё время была римской колонией или летним поселением более зажиточных жителей города Акрувия (Acruvium), который находился где-то поблизости от неё.
Наконец, добавим, что в средневековой латыни словом tumba также называли укреплённое поле — ров с земляным валом, приподнятым в форме насыпи.
Однако этот бококоторский топоним Tumba или Tombe — не уникален и не является единственным местом с таким названием в южной Далмации. В юго-восточных окрестностях Старого Бара существует средневековый район и поселение Tomba. Кроме того, рядом с селом Горни Бргат к востоку от Дубровника, а точнее, к востоку от южной части этого села, возвышается холм, который и сегодня носит средневековое название Tumba.
С другой стороны, к западу от того же города, в парке Богишича на Илииной Главице находятся руины церкви Sancti Eliae de Tomba, которая упоминается в 1283 году.
За пределами Далмации, в Сербии, в общине Власе, есть село Tumba в бывшем округе Вранье. Такое же название носит и горная вершина Tumba в бывшем округе Княжевац. А в Македонии есть горная вершина Tumba недалеко от тройной границы Югославии, Болгарии и Греции.
Если к этому добавить, что на острове Брач существовала народная семья с фамилией Tomba; что на острове Млет в одной загадке слово tumba использовалось для обозначения «медной шапки на самогонном аппарате»; и что в «Словаре» Вука Караджича tumba приводится как наречие, означающее «вертикально» или «в противоположность горизонтальному», — становится очевидно, что слово, которым мы здесь занимаемся, употреблялось в разных значениях начиная с римского периода и долгое время после этого на обширной территории Черногории, Хорватии, Сербии и Македонии.
Учитывая приведённые многочисленные и разноплановые местные подтверждения — а, возможно, существуют и другие, мне неизвестные — я считаю, что не следовало пытаться объяснять наименование de Tombe в названии монастыря Святого Михаила на Превлаке в Боке Которской каким-либо влиянием из далёкой Нормандии. Ивану Божичу, например, «по всем признакам кажется [...], что основатели монастыря на Превлаке, вероятно, сочли, что он во многом напоминает знаменитое нормандское аббатство на Мон-Сен-Мишеле, которое издавна называлось Tomba, и потому дали это имя и новому святилищу в Боке Которской». Тем более не было никакой необходимости заимствовать это название извне, если сам Божич признаёт, что „не существует непосредственных исторических данных, которые могли бы подтвердить это мнение“.
Наоборот, можно было бы утверждать обратное — то есть, что монастырь на Превлаке мало в чём напоминает Мон-Сен-Мишель. Это нормандское аббатство построено на скалистом холме, удалённом от постоянно сухого берега, который при каждом приливе — то есть дважды в день — превращается в полуостров. Превлака же даже при самых сильных приливах остаётся полуостровом, о чём и сам Божич говорит, что её с материком «связывает узкий перешеек, пригодный и во время прилива».
В то время как прилив и отлив в закрытом и довольно глубоком Тиватском заливе почти не изменяют внешний вид Превлаки и её окрестностей, на открытом океане эти два противоположных явления каждые шесть часов поочерёдно заливают и обнажают огромные пространства песчаной и илистой чрезвычайно мелководной прибрежной полосы, так что Мон-Сен-Мишель с одноимённым заливом переживает действительно завораживающие и яркие трансформации.
Мон-Сен-Мишель — это крутой холм округлой формы высотой 50 или 60 метров, в то время как Превлаку образуют небольшие равнины и возвышенности на четырёхугольной основе, с наивысшей точкой около двадцати метров. Уединённый и удалённый от суши Мон-Сен-Мишель возвышается над обширной равниной, тогда как Превлака — это часть низкого побережья, которое, подобно длинному молу, продолжается в море через саму Превлаку и через вытянутый остров Страдиоти, некогда соединённый с ней мостом.
Кроме того, вся поверхность Превлаки покрыта пышной растительностью, чего никогда нельзя было сказать о гранитной скале Мон-Сен-Мишеля.
Таким образом, непонятно, каким образом бенедиктинцы, основывая свою обитель на Превлаке, могли «желать подражать знаменитому нормандскому святилищу, считая, что на Превлаке для этого имеются достаточные природные предпосылки».
Таким образом, непонятно, как могли бенедиктинцы, основывая свою обитель на Превлаке, „желать подражать знаменитому нормандскому святилищу, считая, что на Превлаке имеются для этого достаточные природные предпосылки“.
Аббатство на Мон-Сен-Мишеле называлось de Tumba, тогда как монастырь на Превлаке обычно именовался de Tombe. Это топонимическое обозначение во множественном числе охватывало не только бокельский полуостров, на котором располагался сам монастырь, но распространялось и далее на восток — на возвышенные Холмы на соседнем материке.
В первой половине XII века которане собирали средства, чтобы построить собор в честь своего покровителя — святого Трифона. В этой цели которский епископ Урзаций вместе с городским приором и знатными гражданами в 1124 году пожертвовал святому Трифону участок Tumba sancti Archangeli — от Вайца до морского берега и от морского берега до Вайца. Фарлати и Колети объясняют выражение Tumba sancti Archangeli как Aedicula S. Michailis (часовня Святого Михаила), однако предметом дарственной, вероятно, не могла быть какая-то малодоходная часовенка (aedicula), а именно земельное владение, чьи доходы использовались для продолжительного строительства собора.
Из письма папы Климента VI, отправленного 6 января 1345 года из Авиньона сербскому королю Стефану Душану, мы узнаём, что та самая Тумба святого Архангела в прошлом принадлежала бенедиктинскому монастырю. Папа напоминает королю, что некоторые из его предшественников захватили, а он и поныне удерживает во владении восемь бенедиктинских монастырей, несколько церквей, островов и сёл, которые де-юре подчиняются которскому епископу, имеющему как diœcesanus locorum (епископ данной местности) законное право ими распоряжаться. Удерживая за собой эти земли и монастыри, король, по воле своей, действует на погибель собственной души, в ущерб епископу и к соблазну многих.
Поэтому папа просит и заклинает Стефана Душана вернуть епископу то, что было у него отнято. Согласно сведениям, полученным от новоназначенного которского епископа Сергия, Климент VI — сам бывший бенедиктинец — перечисляет поимённо все восемь бенедиктинских монастырей. Среди них, под четвёртым номером, значится Monasterium sancti Michaelis de Tombe (монастырь святого Михаила на Тумбе).
В Средние века существовал общий и естественный обычай: в названии бенедиктинского монастыря указывалось имя святого покровителя и наименование местности, где находилась обитель. Это правило применимо и к приблизительно двумстам аббатствам, приоратам, келлиям и приютам, существовавшим в Далмации, северной Хорватии и Истрии, вне зависимости от того, принадлежали ли они ордену черных монахов или реформированной ветви белых — камальдулов.

## Архитектурные особенности
Фундаменты храма с северной стороны были выполнены из крупных блоков мергеля, добытого на месте (101). При изменении концепции восточной части, которая в дораманском периоде состояла из трёх полукруглых апсид, возведённых на мощных полукруглых фундаментах, в XIII веке Алтарные апсиды были выложены ниже, на цоколе, из крупных каменных блоков. Там, где потребность в прочном фундаменте перед возведением стен была более выраженной, фундаментная зона делалась значительно выше. Так, например, у северной стены сакристии и пристройки (103, 201), северной стены церкви (101), а также у многих стен монастырских зданий и вспомогательных построек (AC 300, 400, 500). Фундаменты притвора храма XIII века (107, 108) были выполнены очень тщательно, а для укрепления самой нижней и одновременно самой уязвимой точки на северо-западном углу были установлены большие прямоугольные блоки из песчаника и мергеля, довольно аккуратно отесанные.
Способ кладки южной боковой стены церкви (119) сохранился в юго-восточной части, где она заметно шире северной стены. К этой части примыкала трапезная или епископский двор с цистерной, а затем — входная дверь в церковь IX/X века, к которой вели ступени из коридора атриума 512 A; эта дверь была замурована (512), когда в XIII веке была возведена двойная епископская гробница (137). У этой стены сохранился единственный участок оригинального пола церкви, выполненный из тонких каменных плит, уложенных поверх тщательно подогнанной основы из мергеля, служившей подложкой. Второй пилястр находился к востоку от аркосолия 101/1. Это означает, что несколько позже перестройки обрушившейся дораманской церкви, то есть тогда, когда были добавлены конструктивные элементы, предназначенные для поддержки сводчатых арок в южной части — напротив колонн 113 и 114 — были впоследствии вставлены два аркосолия. Для их возведения использовался также камень от более ранней церкви, плиты из песчаника и мергеля, большое количество раствора. Однако мы не знаем, как они выглядели в завершённом виде; то, что мы видим сегодня после раскопок, — это их грубая обработка. Но не стоит сомневаться, что они были облицованы более тонкими плитами, с арочным сводом на колоннах, поскольку речь идёт всё же о гробницах весьма важных лиц из жизни Зетской епископии и митрополии.
Третий пилястр 101/3 находится точно напротив конструктивного соединения западной стены сакристии — стены 102, которая была перестроена в контрфорс. Он, разумеется, в нижней фундаментной части сохранил конструктивную связь, но его ширина была увеличена, что повлекло за собой необходимость компенсировать сильное давление на внешнюю сторону за пилястром 101/3. Последний фундамент северного пилястра расположен точно на углу северо-западной стены часовни (XVI век) и является «наиболее читаемым» (101/4). По сути, это подпорная стена, на которую опиралась западная стена церквушки, соединявшая пилястр 101/4 и фундамент колонны 115А, выложенной аккуратно, не заглублённой, а установленной на плотное и надёжное основание. Что касается фундамента южной колонны (127), напротив колонны 115А, то он был сформирован на остатках фундамента позднеантичной–ранневизантийской церкви, в юго-западном углу которой находилась пристроенная двойная гробница. От фундамента колонны, расположенной напротив колонны 114, сохранилось очень мало, тогда как основание колонны напротив колонны 113 было уничтожено последующими погребениями (илл. 9). Над северной стеной (101), в северо-восточном углу бокового притвора, в конце XV или начале XVI века была построена кладбищенская часовня, когда церковь была полностью разрушена. Внутри этого сооружения были обнаружены крупные аморфные продолговатые глыбы отколотой скалы, которые могли быть массивными надгробными плитами (илл. 9). Притвор храма был перестроен в XIII веке в северной части, где была усилена фундаментная основа в зоне стены 108 и угла со стеной 109. Здесь к углу наоса, также перестроенному в XIII веке, конструктивно примыкает северная стена притвора в его нижней зоне, что довольно странно, поскольку создаётся впечатление, что значительная часть участка была искусственно занижена. Стена северного притвора (107) была выложена из продолговатых квадров, с чередованием красноватого и серовато-белого камня, и примыкает к усилению стены 109. Этот способ кладки идентичен кладке алтарной части, которую мы ранее датировали XIII веком (илл. 8).

## Современное состояние
«Не допускается осуществление каких-либо действий, которые могут обесценить унаследованные культурные ценности», — подчёркивается в документе.
Судя по всему вышесказанному и уже увиденному, пока учреждения, ответственные за охрану культурного наследия, вероятно, серьёзно размышляют над тем, как найти оптимальное решение для этого сложного и древнего объекта и правильно оценить его потенциал, СПЦ уже близка к «решению».
Решение СПЦ — это бунгало без условий по консервации.
При монастыре регулярно проходят духовно-просветительские мероприятия. Ежегодно летом здесь организуется съезд православной молодежи Черногории. В 2019 году в монастыре Михольска Превлака состоялась Первая Международная богословская конференция «Святой Евстафий Превлакский».

## Религиозные атрибуты и известные личности
Святые
- Апостол Павел (I в.)
- 70 Превлакских мучеников (XV в.)
- Прав. Екатерина Превлакская (XIX в.)

- Мощи 70 Превлакских мучеников
- Икона с частицей мощей прав. Феодора Ушакова
- Могила прав. Екатерины Превлакской (за алтарем Троицкой церкви)

Иеромонах Димитрий (в миру Невен Плечевич) родился в 1983 году в Сербии в городе Ягодина. С самого раннего детства он был верующим и интересовался православием, а в подростковом возрасте ему уже было ясно, что свою жизнь он посвятит служению Церкви. Одно время был ду-ховно  связан  с  монастырем  Михольска  превлака  в  Черногории,  и  первое гимнографическое  произведение  было  написано  им  в  честь  Превлачских священомучеников и мучеников [Плећевић 2007]. Хиротесию в чтеца и ипо-диакона принял в этом же монастыре, от руки митрополита Черногорско-Приморского Амфилохия в 2007 году. Пострижен в монашество и хиротони-сан в иеродиакона, а потом и иеромонаха в 2010 году, уже в другой епархии, в центральной Сербии. Как настоятель, вместе с братией успешно восста-навливает древний монастырь Тумане. Сан игумена принял в 2013 году, по-сле того, как восстановил монастырь Заове. Гимнографическое творчество иеромонаха Дмитрия включает Молебный канон Св. священномученикам и  мученикам  Превлачским  [ibid.],  Молебный  канон  и  акафист  святителю Николаю Жичскому, Служба, акафист и жизнеописание святым 42 новому-ченикам Момишичским, Служба, акафист и житие преподобного отца на-шего Симеона (Поповича) Дайбабского [Плећевић 2010]; Служба, акафист и житие священномученику Савве, епископу Горно-Карловацкому и другим священномученикам Горно-Карловацким, Служба и акафист преподобному Зосиме Синаиту и Иакову Туманскому [Плећевић 2015]. Кроме вышеперечи-сленных произведений, отец Димитрий написал шесть акафистов. Им были написаны  два  разных  акафиста  Пресвятой  Богородице  в  честь  Её  иконы Умиление, поскольку речь идет о иконах двух разных сербских монастырей: Иоване и Сочаница; акафист преподобному Ромилу Раваницкому; священ-номученику Иоаникию, митрополиту Черногорско-Приморскому; священ-номученику Аввакуму Белградскому и священноисповеднику Кириллу Дал-матинско-Бокельскому. 
1.1.4. Монахиня Стефанида (Бабич) — автор двух служб и одного акафиста. Ей написана Служба обретению мощей святых священномучеников и му-чеников Превлачских, а также служба и акафист преподобной Стефаниде Скадарской и Битольской новоявленной. Несколько лет монахиня Стефани-да жила в Черногорско-Приморской митрополии, затем — в монастыре Ми-хольска Превлака недалеко от Тивта, а потом ушла в раскол за бывшим епи-
скопом Артемием. Гимнографические произведения были созданы во время пребывания в лоне канонической СПЦ
- Михаил, Архистратиг - 19 сентября (воспоминание чуда в Хо́нех), 21 ноября (собор)

- Сщмчч. и мчч. 72-х Превлакских: Михаила, Максима, Рувима, Василия и Димитрия и прочих с ними, латинянами отравленных - 10 мая